# Shirahama
Shirahama (白浜町, Shirahama-chō) est un bourg du district de Nishimuro, dans la préfecture de Wakayama, au Japon.

## Géographie

### Démographie
Au 1er décembre 2014, la population de Shirahama s'élevait à 21 647 habitants répartis sur une superficie de 201,05 km2.